# Vector Markup Language
Мова розмітки векторної графіки (Vector Markup Language, VML) — формат експорту даних для опису векторної графіки, якою обмінюються в межах текстових програм. Цей формат обраний компанією Microsoft як графічний формат, сумісний з мовою XML (eXtensible Markup Language) і інтегрований в офісні програми користувача.
VML був представлений W3C у 1998 році компаніями Microsoft, Macromedia та ін Приблизно в той же час Adobe, Sun і кілька інших компаній подали на розгляд документи про мову PGML. Обидві мови пізніше стали основою для SVG.
Фрагменти на VML поміщаються всередину Web-сторінок, серед звичайного HTML-коду, і описують їх графічні елементи. VML підтримувався в Internet Explorer з п'ятої по дев'яту версії і в Microsoft Office 2000 +. Internet Explorer 10 вже не підтримує VML.